# This Is Us (TV-serie)
This Is Us är en amerikansk TV-serie skapad av Dan Fogelman. Serien hade premiär 20 september 2016 på NBC.

## Rollista

### Huvudroller
- Milo Ventimiglia - Jack Pearson
- Mandy Moore - Rebecca Pearson
- Sterling K. Brown - Randall Pearson
- Chrissy Metz - Kate Pearson
- Justin Hartley - Kevin Pearson
- Susan Kelechi Watson - Beth Pearson
- Chris Sullivan - Toby Damon
- Ron Cephas Jones - William H. "Shakespeare" Hill
- Jon Huertas - Miguel Rivas
- Alexandra Breckenridge - Sophie
- Eris Baker - Tess Pearson
- Faithe Herman - Annie Pearson

### Återkommande roller
- Gerald McRaney - Dr. Nathan Katowski (Dr. K)
- Janet Montgomery - Olivia Maine
- Milana Vayntrub - Sloane Sandburg
- Ryan Michelle Bathe - Yvette
- Denis O'Hare - Jesse
- Adam Bartley - Duke
- Jill Johnson - Laurie
- Jermel Nakia - William H. "Shakespeare" Hill (ung vuxen)
- Lyric Ross - Deja
- Debra Jo Rupp - Linda
- Caitlin Thompson - Madison
- Joy Brunson - Shauna